# 江戸川区立南葛西第二小学校
江戸川区立南葛西第二小学校（えどがわくりつ みなみかさいだいにしょうがっこう）は、東京都江戸川区南葛西7丁目にある公立小学校。

## 概要
- 本校は、なぎさニュータウンが建設された事による児童数急増により、南葛西小学校では対応できなくなったため、開校した。

## 沿革
この節の出典
- 1982年（昭和57年）
  - 4月1日 - 江戸川区立南葛西第二小学校として開校。開校時点の学級数20学級、児童数774名、教員数28名、主事11名だった。
  - 4月6日 - 第1回入学式挙行。南葛西小学校から、児童610名移籍。この時点の校区は、南葛西7丁目（なぎさニュータウン付近）だけだった。
  - 8月31日 - 校庭遊具、砂場、藤棚、飼育小屋、焼成小屋が完成し、植木完了。
  - 9月14日 - 校歌制定。
  - 9月26日 - 第1回運動会を開校記念大運動会として開催。
  - 10月2日 - 校章制定。
  - 11月26日 - 施設完成記念式典挙行。
- 1983年（昭和58年）11月26日 - この日（11月26日）を開校記念日に制定。
- 1984年（昭和59年）3月17日 - PTA設立総会開催。
- 1985年（昭和60年）3月29日 - 校地拡張工事完了。
- 1986年（昭和61年）11月25日 - 開校5周年記念式典挙行。
- 1988年（昭和63年）12月12日 - ランチルーム完成。
- 1991年（平成3年）11月18日 - 開校10周年記念式典挙行。飼育小屋と物置が完成。
- 1994年（平成6年）4月1日 - 学区域変更により、第四葛西小学校と南葛西小学校から、合わせて児童120名移籍。南葛西2丁目・南葛西6丁目と東葛西8丁目・東葛西9丁目が校区に編入。
- 1998年（平成10年）
  - 1月25日 - 高架水槽、受水槽、上水用ポンプを取り替え。
  - 3月25日 - 屋上防水とプールサイド等改修の各工事が完了。
  - 9月1日 - パソコン室が完成（当時は2階にあった）。
- 2001年（平成13年）
  - 3月1日 - 家庭科室改装完了。
  - 9月1日 - パソコン室が今の場所に移動。
- 2002年（平成14年）
  - 4月1日 - 東葛西小学校開校により、本校から児童119名が東葛西小学校に転籍。東葛西8丁目のうち、30番地を除く地域が校区から外れ、代わりに南葛西4丁目が校区に編入。
  - 11月22日 - 開校20周年記念式典挙行。
- 2007年（平成19年）4月1日 - 増築校舎完成（第二音楽室、図書室など）。
- 2012年（平成24年）11月6日 - 開校30周年記念式典挙行。
- 2014年（平成26年）4月24日 - エンカレッジルーム（静かに学習する部屋）設置。
- 2015年（平成27年）4月1日 - 教育課題実践推進校（エンカレッジルームの運営）。オリンピック・パラリンピック教育推進校。
- 2019年（平成31年・令和元年）
  - 3月25日 - 屋上防水工事完了。
  - 9月28日 - 電気設備工事（LED化）完成。
- 2020年（令和2年）6月5日 - 体育館空調設備設置完了。
- 2021年（令和3年）8月31日 - 校門改修工事完了。
- 2022年（令和4年）11月2日 - 開校40周年記念記念式典挙行。

## 通学区域
出典
- 東葛西8丁目（30番地のみ）
- 東葛西9丁目（1番～3番・23番）
- 南葛西2丁目（1番～2番・8番～15番・22番～29番）
- 南葛西4丁目（10番～14番）
- 南葛西6丁目（24番～34番）
- 南葛西7丁目（全域）

## 進学先中学校
出典
- 江戸川区立南葛西中学校 - 南葛西4丁目（13番・14番）、南葛西6丁目、南葛西7丁目から通う児童の主な進学先
- 江戸川区立南葛西第二中学校 - 南葛西4丁目（10番～12番）から通う児童の主な進学先
- 江戸川区立東葛西中学校 - 南葛西2丁目と東葛西から通う児童の主な進学先

## 学校周辺
- なぎさポニーランド - 江戸川区道をはさんで、敷地が隣接。
- 江戸川区立なぎさ公園 - 江戸川区道をはさんで、敷地が隣接。
- 江戸川区立富士公園 - 江戸川区道をはさんで、敷地が隣接。
- 佐近川
  - 佐近川親水緑道
- 旧江戸川
  - なお、佐近川は、旧江戸川に注ぐ。また、旧江戸川は、学校付近では、東京・千葉の都県境となっている。
- ヤマト運輸江戸川営業所
- アリオ葛西
- ヤマト運輸葛西臨海営業所

## アクセス
- 都営バス「葛西21」系統で、「魔法の文学館入口(南葛西第二小学校前)」停留所下車。
- JR東日本京葉線葛西臨海公園駅・東京メトロ東西線葛西駅から、上述の都営バスに乗車し、「魔法の文学館入口(南葛西第二小学校前)」停留所下車。